# Эрин, Борис Владимирович
Бори́с Влади́мирович Э́рин (5 апреля 1921, Москва — 22 февраля 2008, Москва) — советский и российский театральный режиссёр и педагог; заслуженный деятель искусств Украинской ССР (1984). Ветеран Великой Отечественной Войны.

## Биография
Борис Эрин родился в Москве.
В 1940 году был призван в армию. Участвовал в Великой Отечественной войне, в том числе в боях за Белоруссию; в 1942 году был награждён орденом Красной Звезды; в 1943-м под Витебском, получил своё первое ранение. Осколок снаряда впился в лицо, и всю оставшуюся жизнь Эрин носил усы.
Демобилизованный по ранению в 1944 году, Эрин поступил в Театральное училище им. М. С. Шепкина, которое окончил в 1948-м. В том же году он поступил на режиссёрское отделение ГИТИСа, на курс Николая Горчакова.
После окончания ГИТИСа в 1953 году Эрин ставил спектакли в разных городах страны. С 1957 года был режиссёром, а в 1964—1968 годах — главным режиссёром Театра имени Янки Купалы в Минске. Одновременно он ставил спектакли в Москве, в Театре Советской армии, где дебютировал в 1962 году постановкой неоконченной пьесы М. Горького «Яков Богомолов» с Андреем Поповым в заглавной роли.
В 1972—1975 годах Борис Эрин был главным режиссёром Киевского русского драматического театра им. Леси Украинки. С 1975 года вновь работал в Москв, в том числе в качестве педагога в ГИТИСе, на актёрском курсе Андрея Попова. Среди их учеников были Сергей Колтаков и Галина Петрова
В 80-е годы Эрин ставил спектакли в различных театрах Белоруссии и Украины; в 1991—1992 годах был художественным руководителем Театра имени Якуба Коласа в Витебске.
Борис Эрин умер в Москве 22 февраля 2008 года и был похоронен на Троекуровском кладбище рядом с женой и сыном.

### Семья
Борис Эрин был женат на актрисе ЦТСА Вере Капустиной (1923—1989); сын от этого брака, Алексей Эрин, был актёром, выступал на сцене ЦТСА; ушёл из жизни в 1991 году.

## Творчество

### Избранные режиссёрские работы

#### Центральный театр Советской армии
- 1962 — «Яков Богомолов» М. Горького
- 1962 — «Под одной из крыш» З. М. Аграненко
- 1963 — «Физики» Ф. Дюрренматта
- 1971 — «А зори здесь тихие…» по Б. Л. Васильеву [5]

#### Театр имени Якуба Коласа
- 196 — «Клоп» В. Маяковского
- 1969 — «Власть тьмы» Л. Толстого
- «Остров Елены» Е. Шабана
- «Филумена Мартурано» Э.де Филиппо
- 1989 — «Хам» Э.Ожешко
- «Свадьба Кречинского» А. Сухово-Кобылина; сценография А. Опарина
- 1991 — «Жиды города Питера» А. Стругацкого и Б. Стругацкого
- 1991 — «Счастливое происшествие» С. Мрожека
- 1992 — «ЧП-1» и «ЧП-2» по «Ревизору» Н. Гоголя
- 1992 — «Метаморфозы любви» по пьесе И. Эркеня «Игра с кошкой»[1]